# 朝日 (たばこ)
朝日（あさひ）は日本専売公社（現・日本たばこ産業（JT））が製造・販売していた日本のたばこの銘柄であり、1904年(明治37年)から1976年(昭和51年)まで製造されていた。

## 概要
1904年、「敷島」・「大和」・「山桜」と共に、口付紙巻きたばこの銘柄の一つとして販売開始された。いずれも名称は本居宣長が詠んだ和歌「しき嶋のやまとこころを人とはば朝日ににほふ山さくら花」から付けられた。夏目漱石が愛用していたことでも知られる。
1910年代は、お中元用の煙草セットも販売されており、1913年時点の朝日は10個入り80銭で販売されていた。
1930年代前半頃は、1箱15銭という手頃な価格設定もあり高い人気を博したが、1936年（昭和11年）に17銭に値上げされたこと、そのタイミングで新製品「光」が10銭で売り出されたことから、朝日の愛好者が光へ移動。地域によっては販売本数が値上げ前の1/3程度にまで激減した。
1943年1月17日、他のタバコと同様に戦費捻出を目的に値上げを実施。20本入り25銭が45銭へと値上げされた。この値上げは、1940年に発表された唱歌「紀元二千六百年」の替え歌にも盛り込まれ、広く国民に親しまれた銘柄であったことが窺える。
1944年10月からは資材節約のため両切りたばこにした「朝日」も併売された。こちらは吸口を除いた部分が5cmから7cmに延長したもので、値段は変わらなかったがバラ売りとされ、その後に販売は途絶えた。
戦後は両切りやフィルター付きの紙巻たばこに押され、すでに1950年の時点でブランド別売り上げは最下位となっていた。その後も人気は回復せず、1976年12月で生産を打ち切られた。これをもって日本専売公社は口付紙巻タバコの生産から撤退している
。なお、生産打ち切り時点でも推定200万箱の在庫があり、1977年に入っても販売は継続された。
製造中止の前年である1975年(昭和50年)時点でタール数は24mg、ニコチンは1.3mgだった。
なお、香川県高松市の埋立地につけられた「朝日町」（あさひまち）の町名は、この地にあった高松工場（2005年閉鎖、跡地に香川県立中央病院が2014年移転開院）で朝日が製造されていたことに由来している。